# Curia Dósa-Barátosi din Trei Sate
Curia Dósa-Barátosi din Trei Sate este un monument istoric aflat pe teritoriul satului Trei Sate, comuna Ghindari. În Repertoriul Arheologic Național, monumentul apare cu codul 117104.03.01.

## Localitatea
Trei Sate (în maghiară Hármasfalu) este un sat în comuna Ghindari din județul Mureș, Transilvania, România. Actualul nume al satului este folosit de la mijlocul secolului XX, sugerând cele trei sate, în trecut de sine-stătătoare, reunite acum într-o singură localitate: Ștefănești (Székelyszentistván), Hotești (Atosfalva) și Cioc (Csókfalva).

## Istoric și trăsături
Conacul a fost construit în secolul al XVIII-lea, în stil baroc. În clădire funcționează în prezent muzeul satului.

## Imagini din exterior

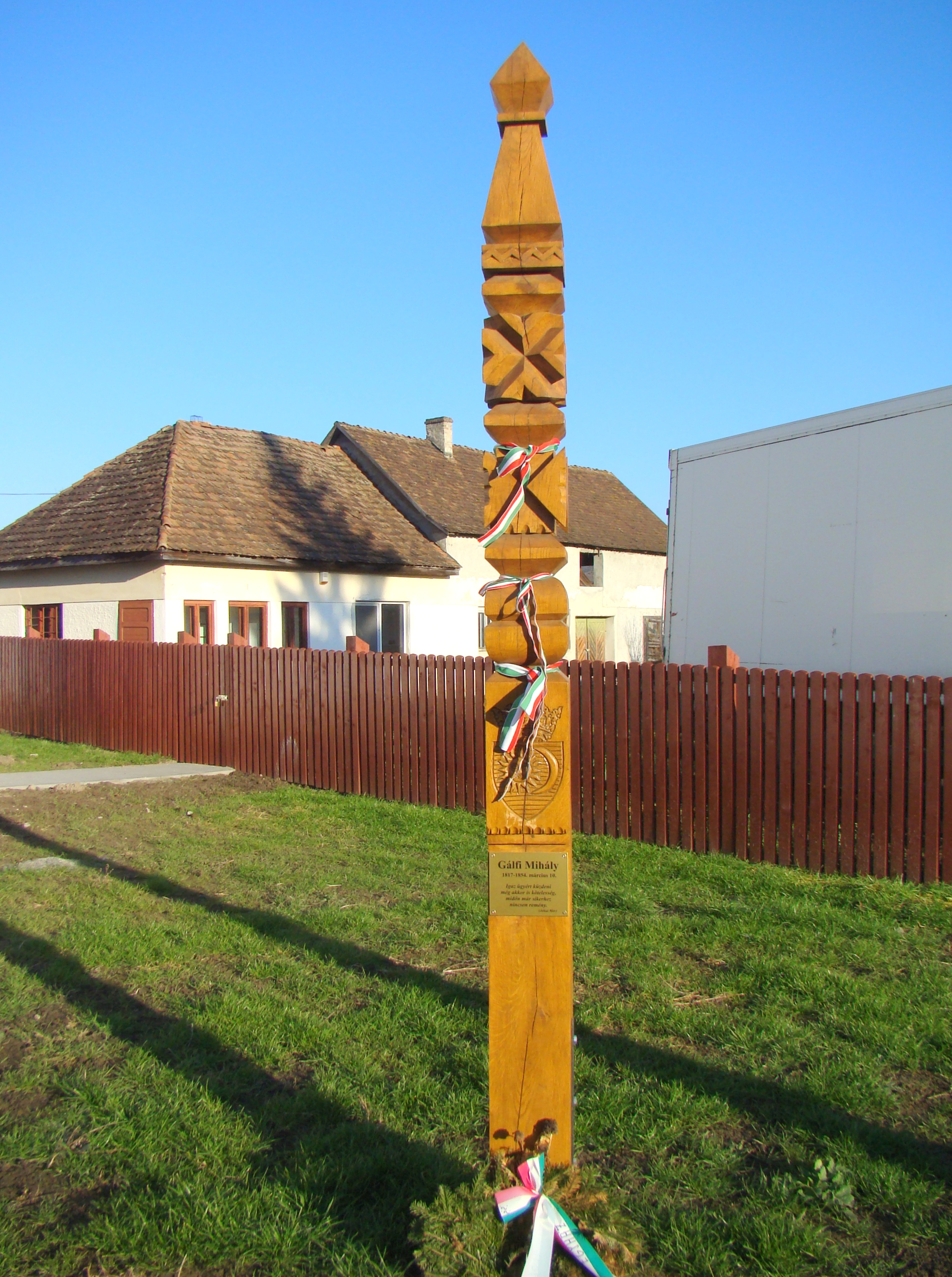
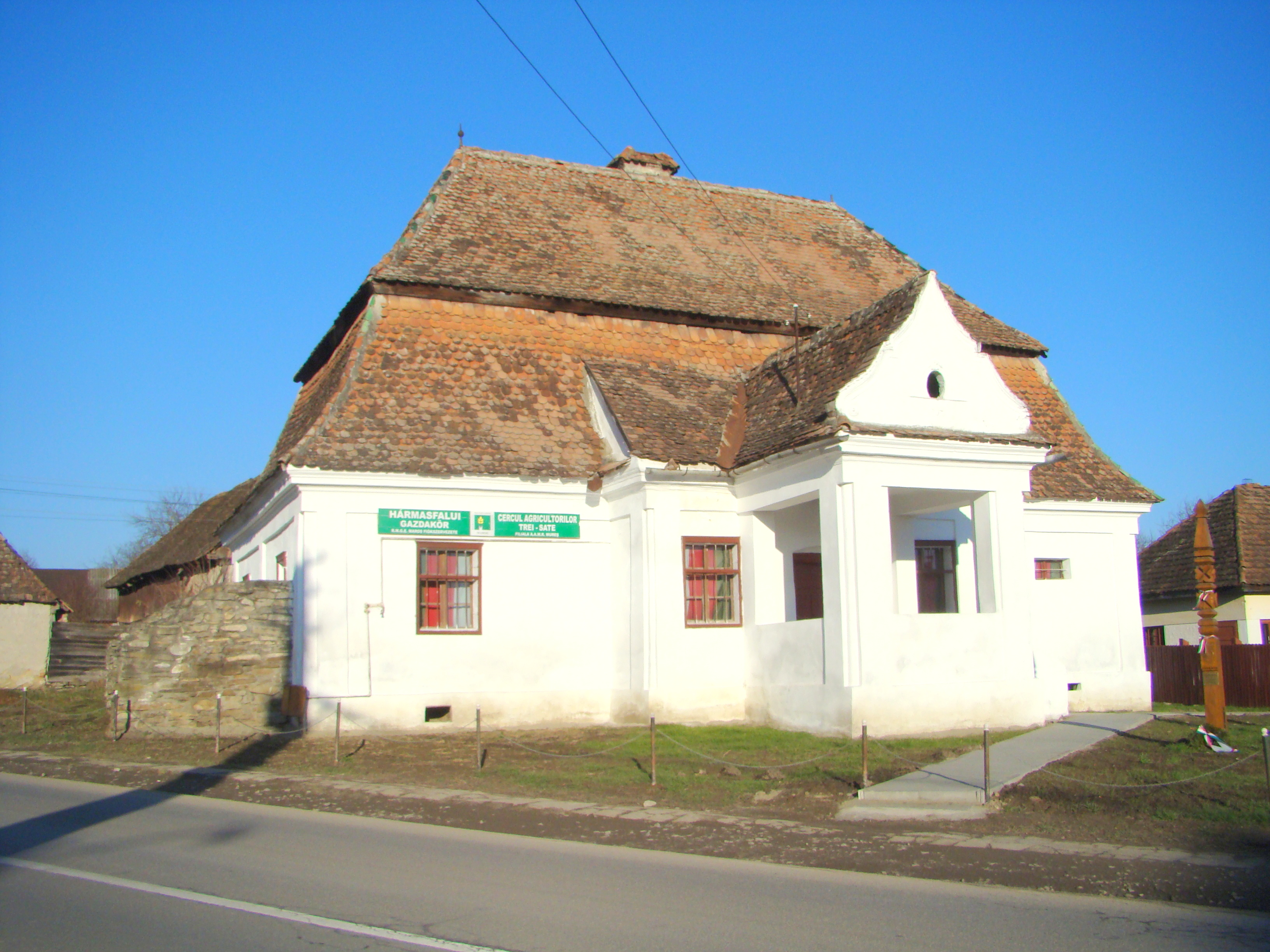
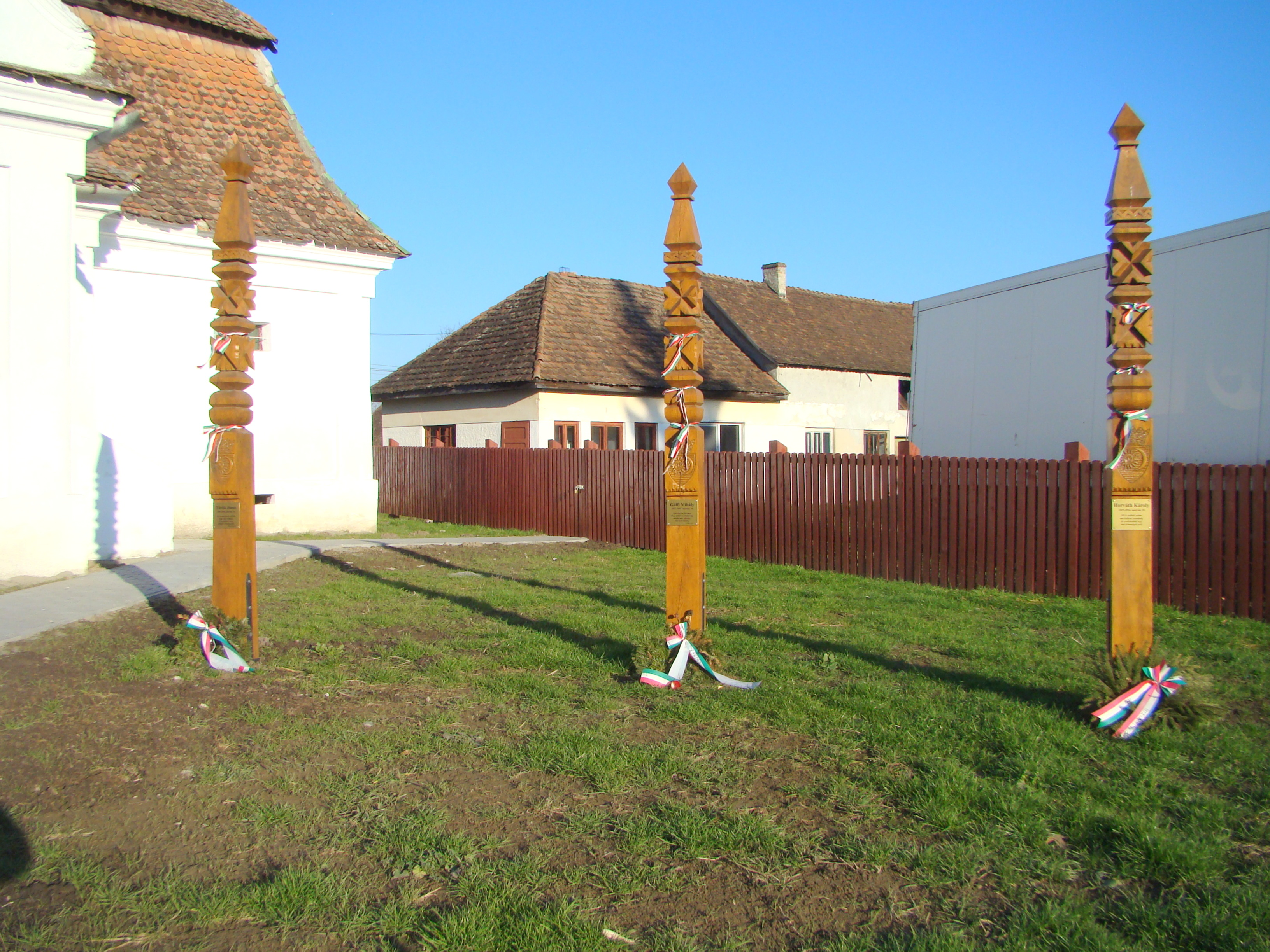
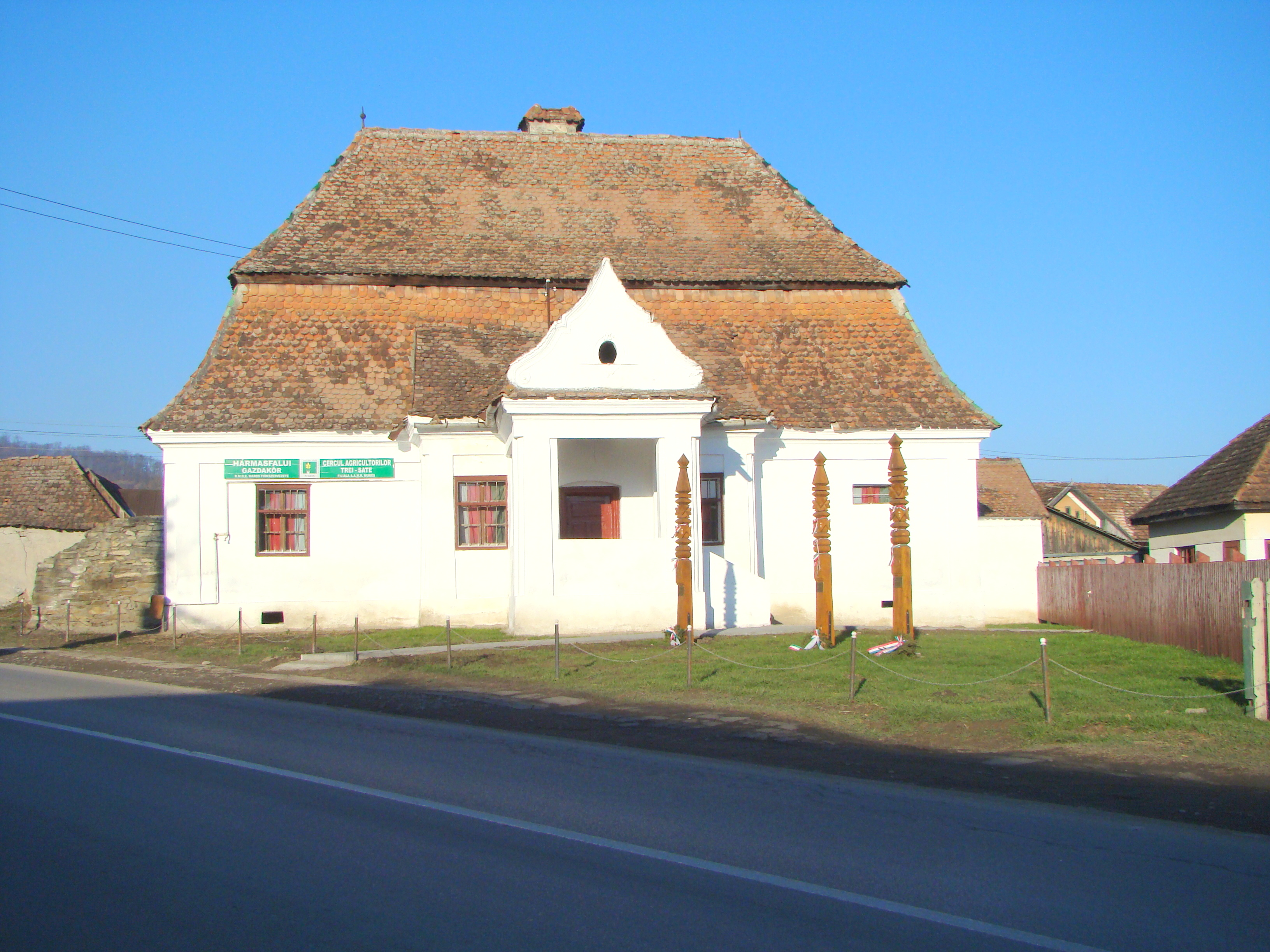
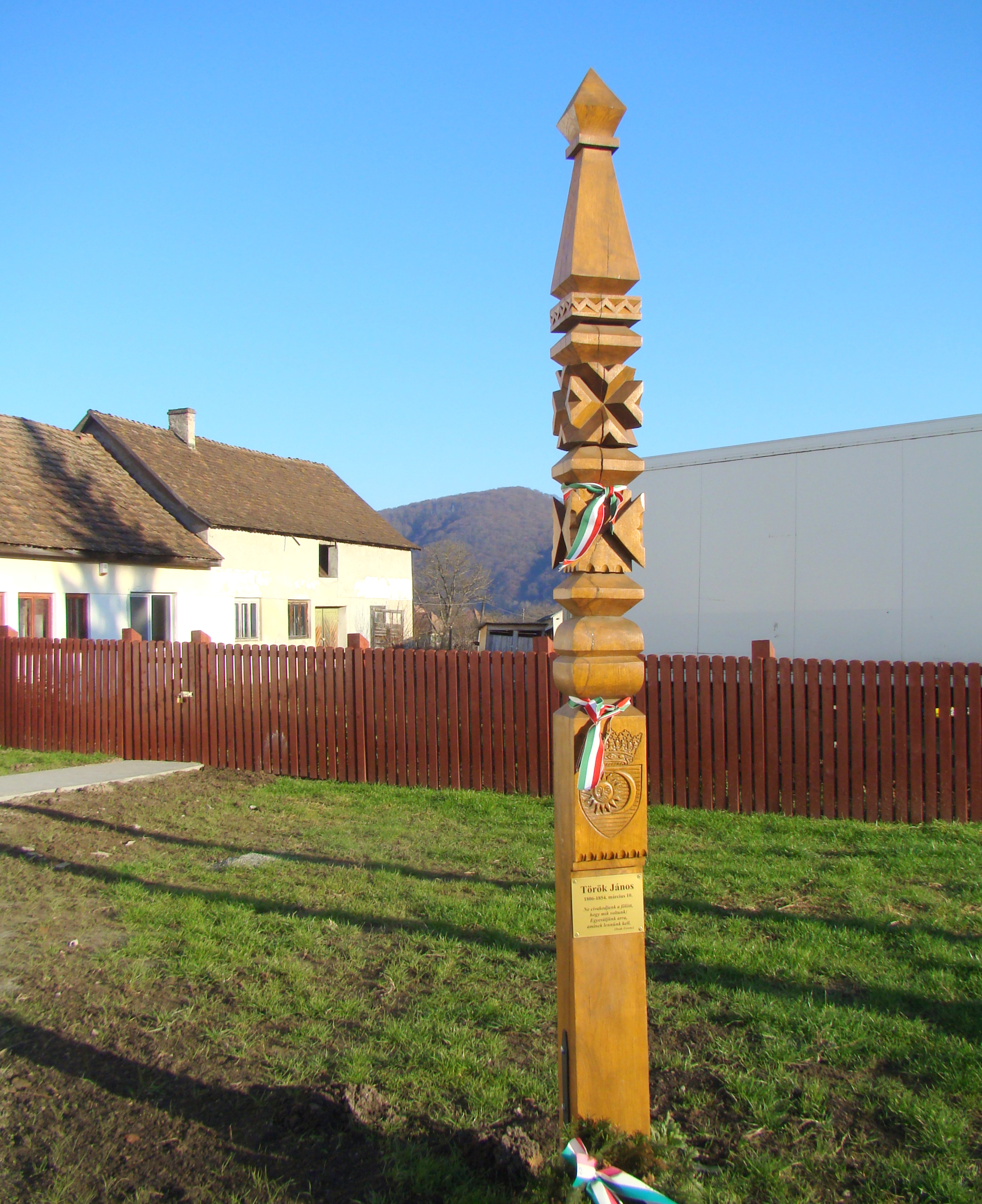
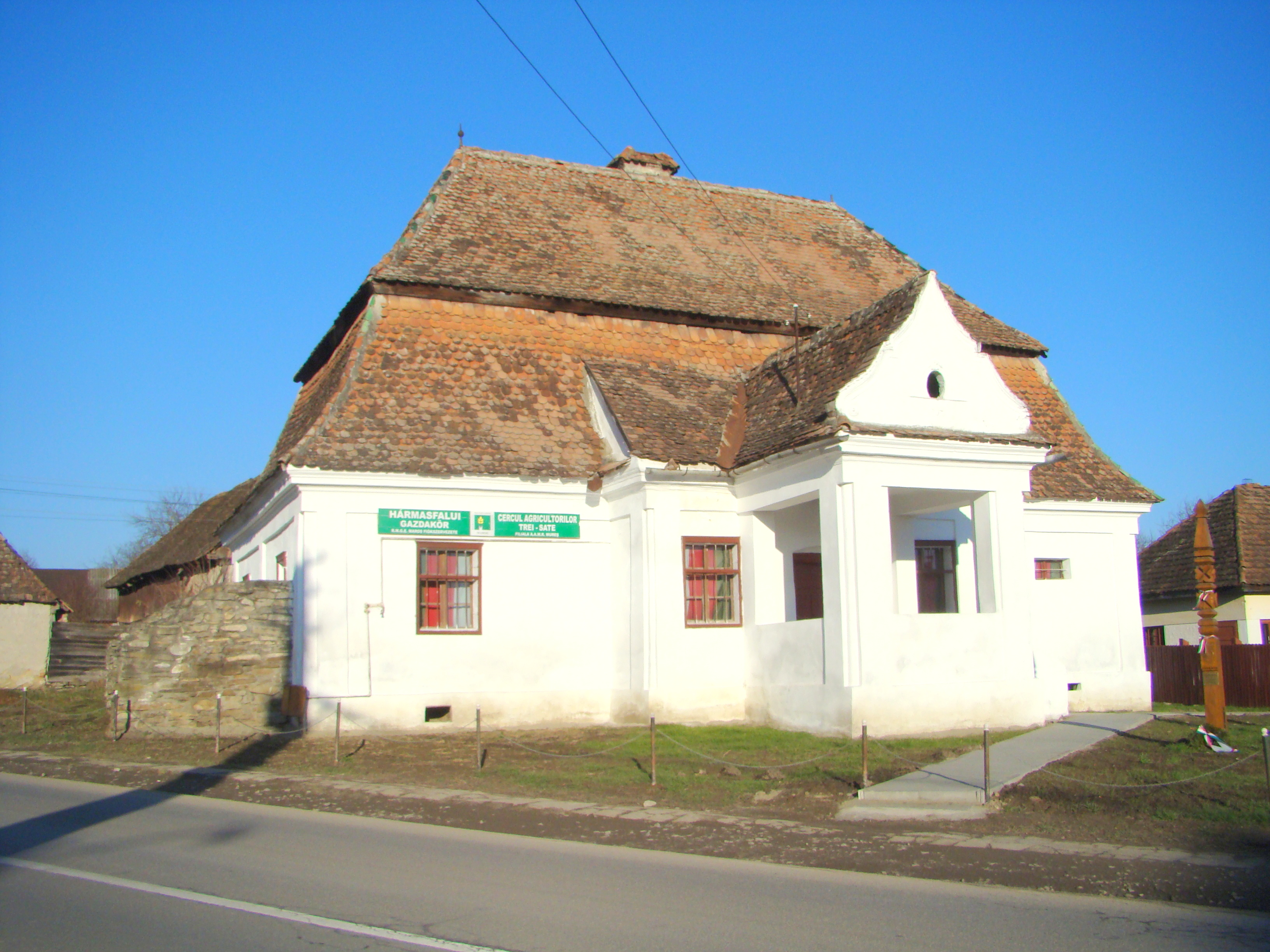
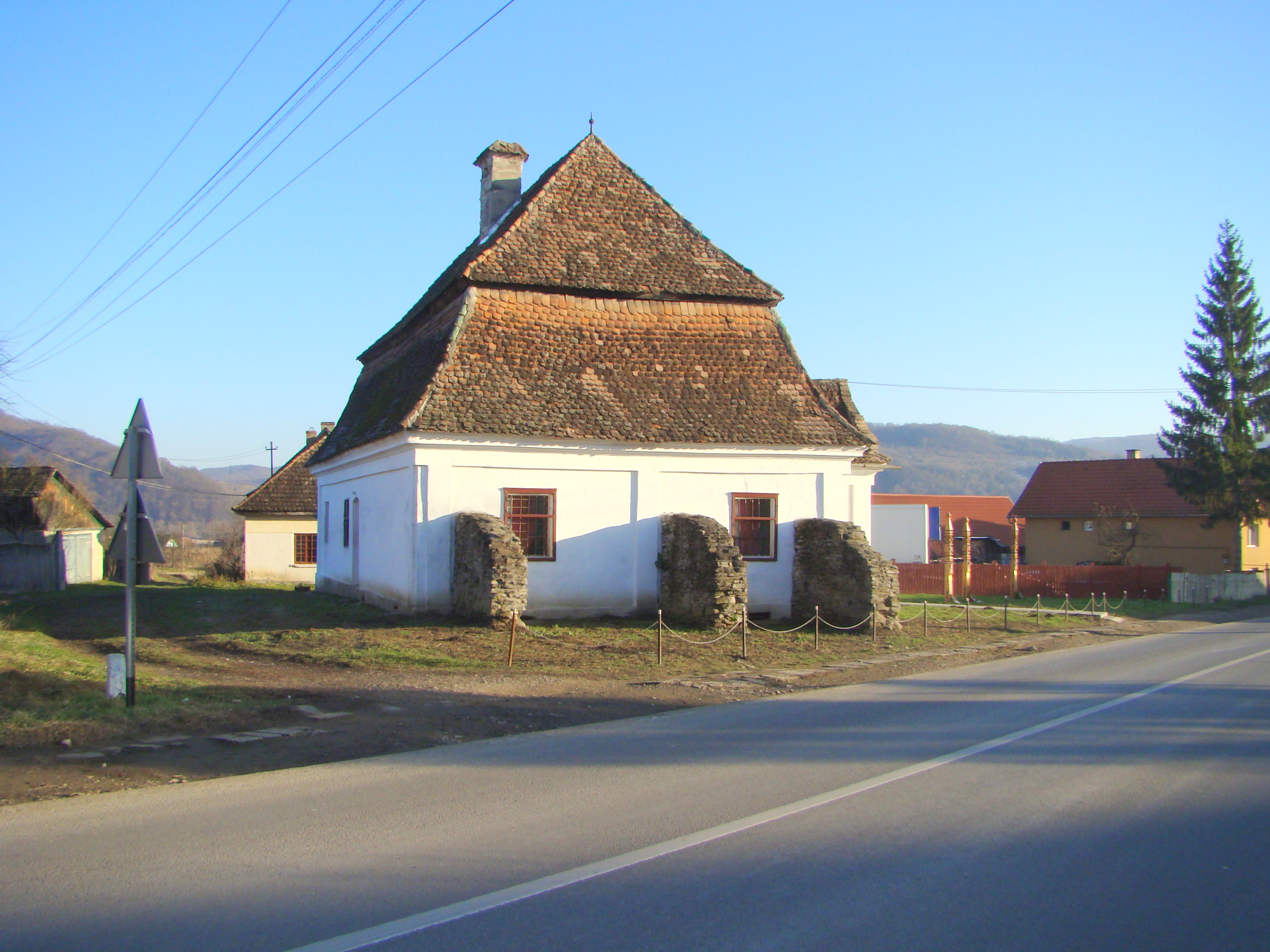
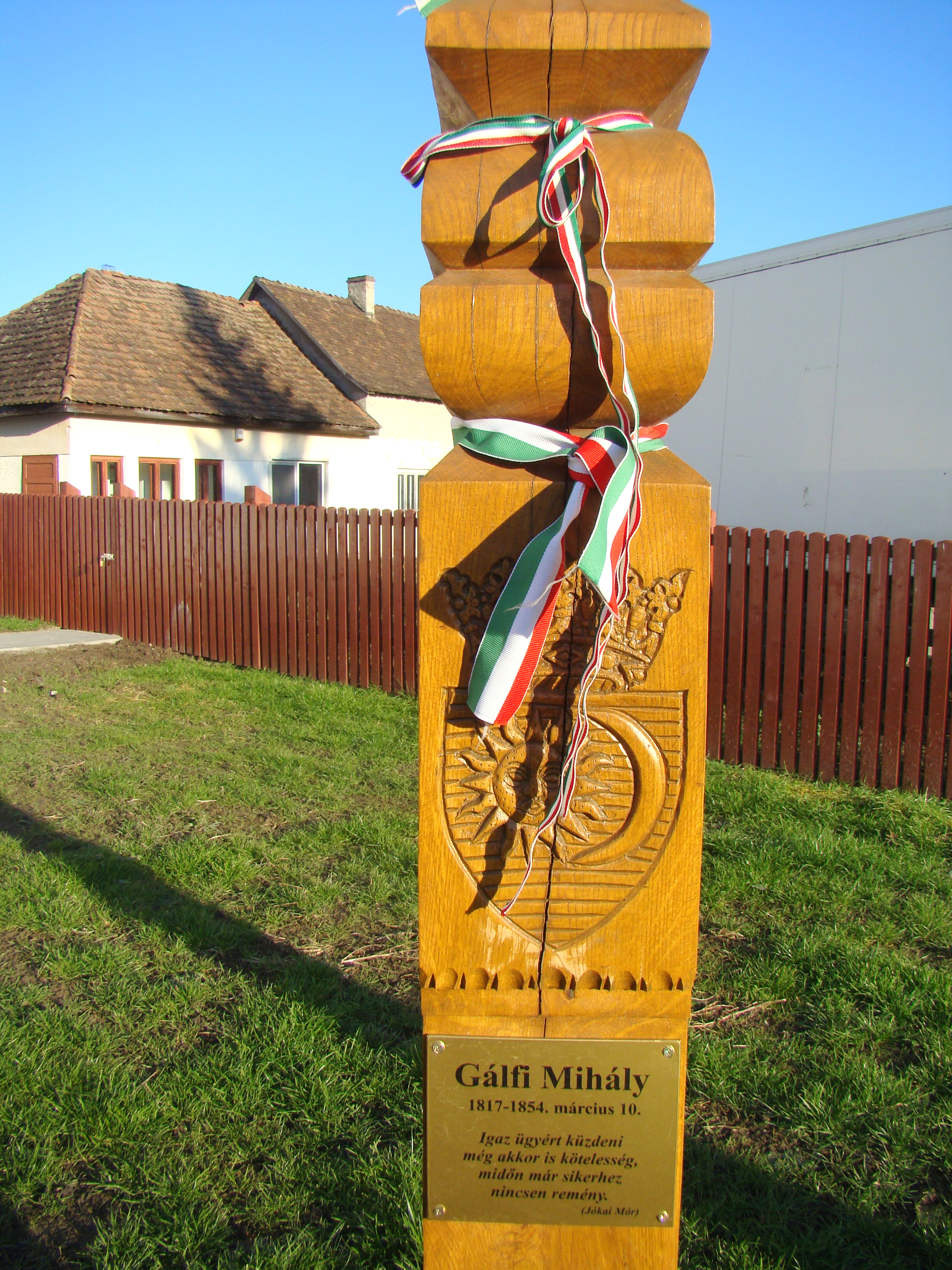
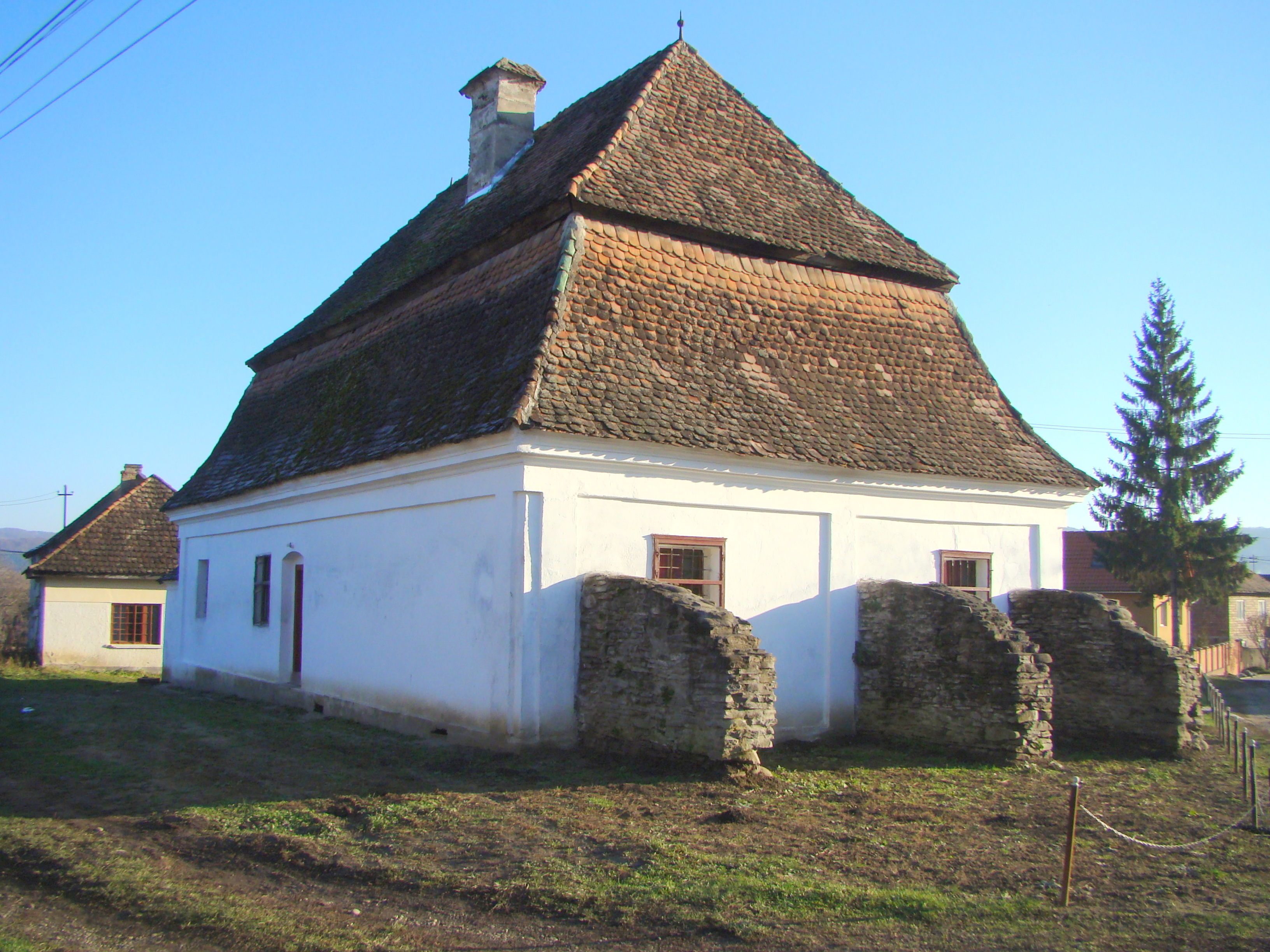
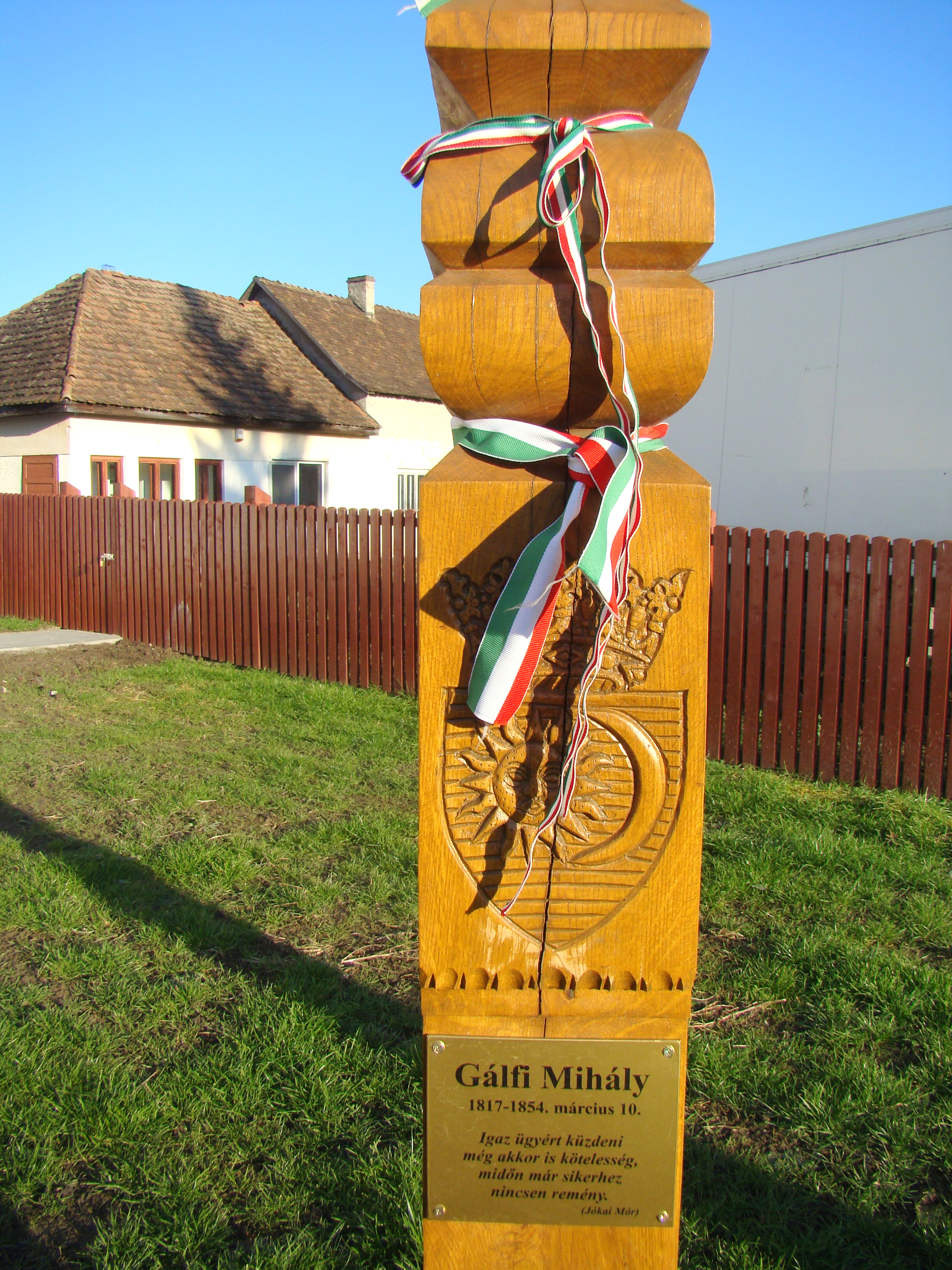
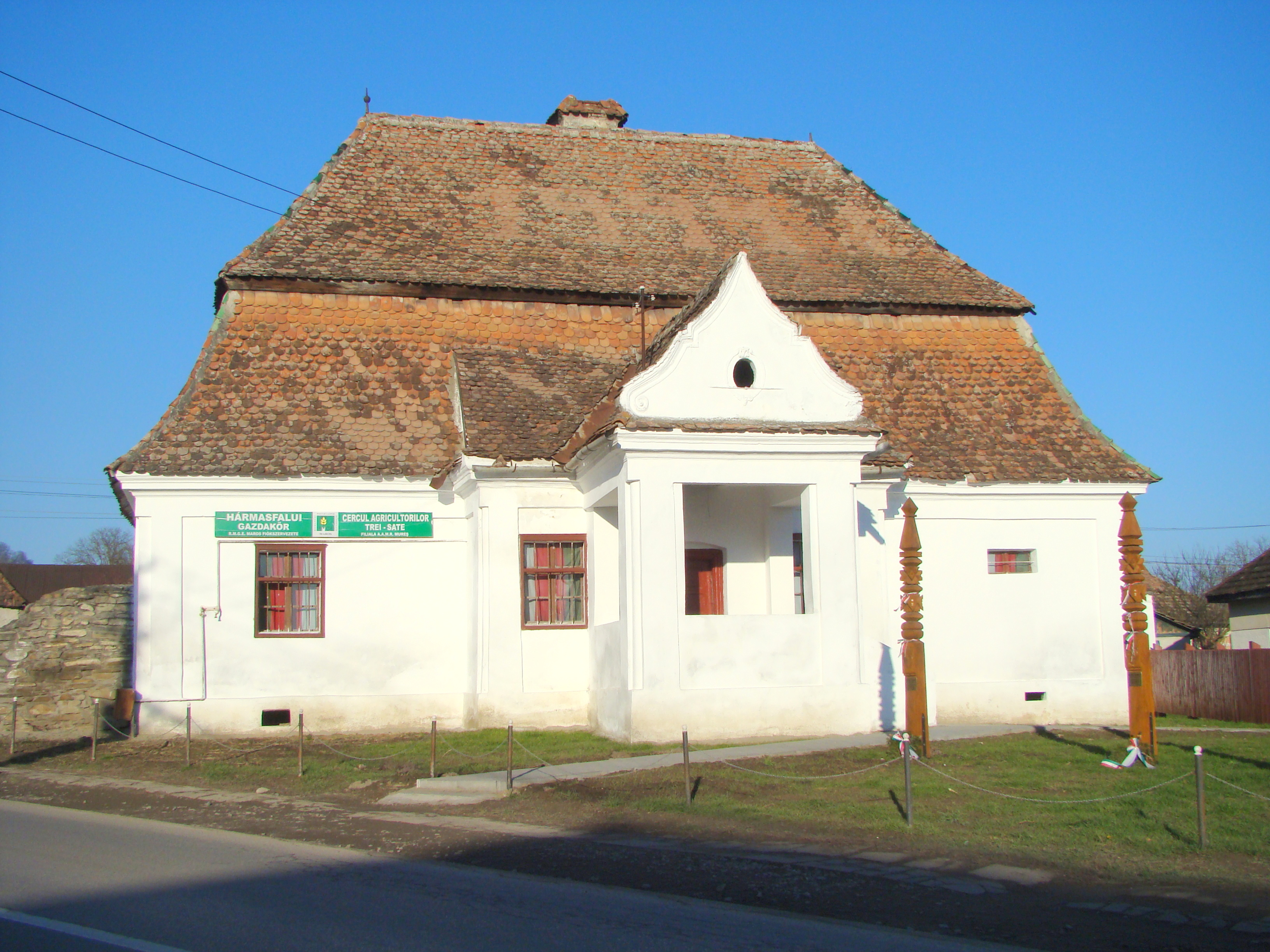
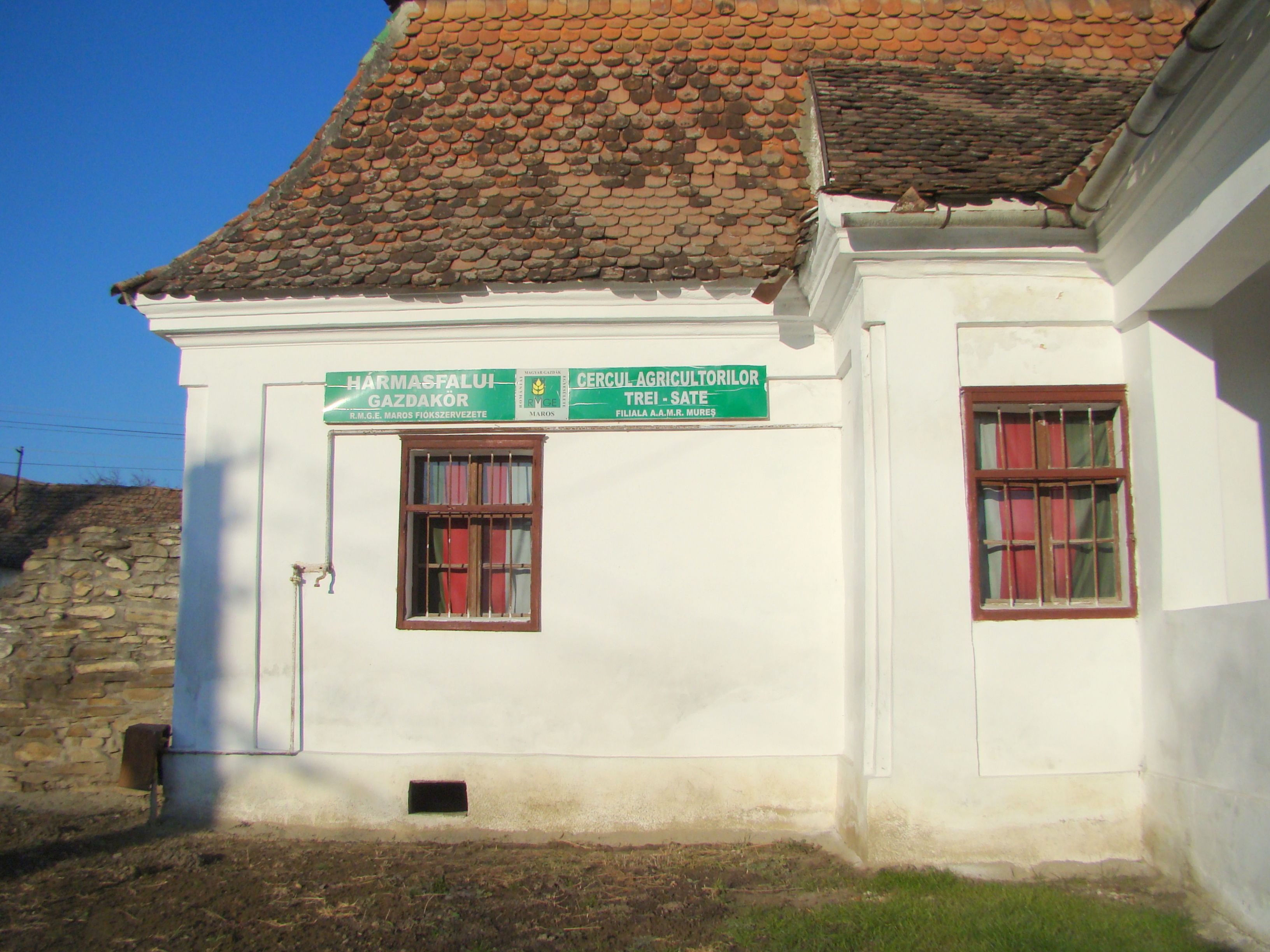
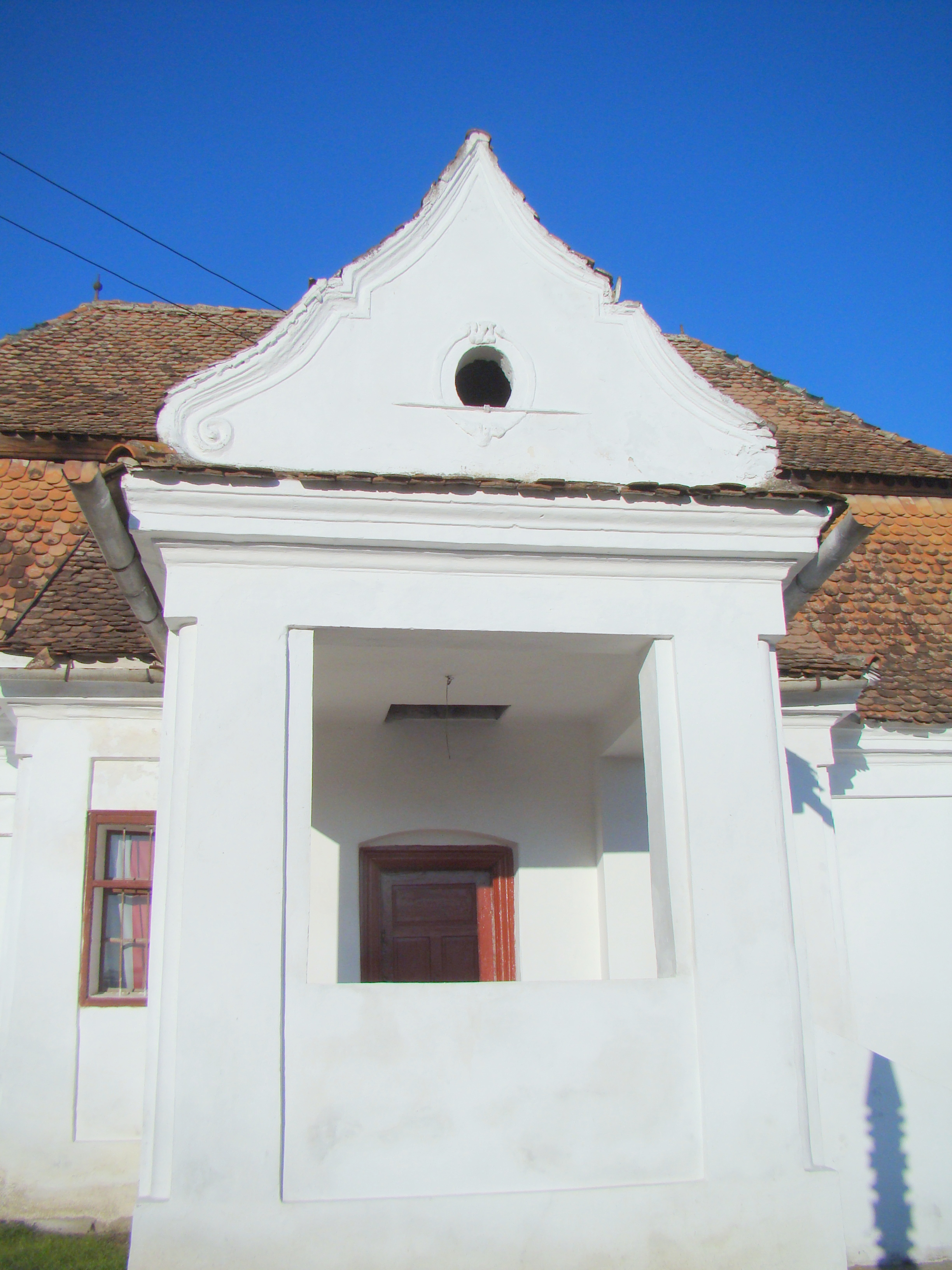
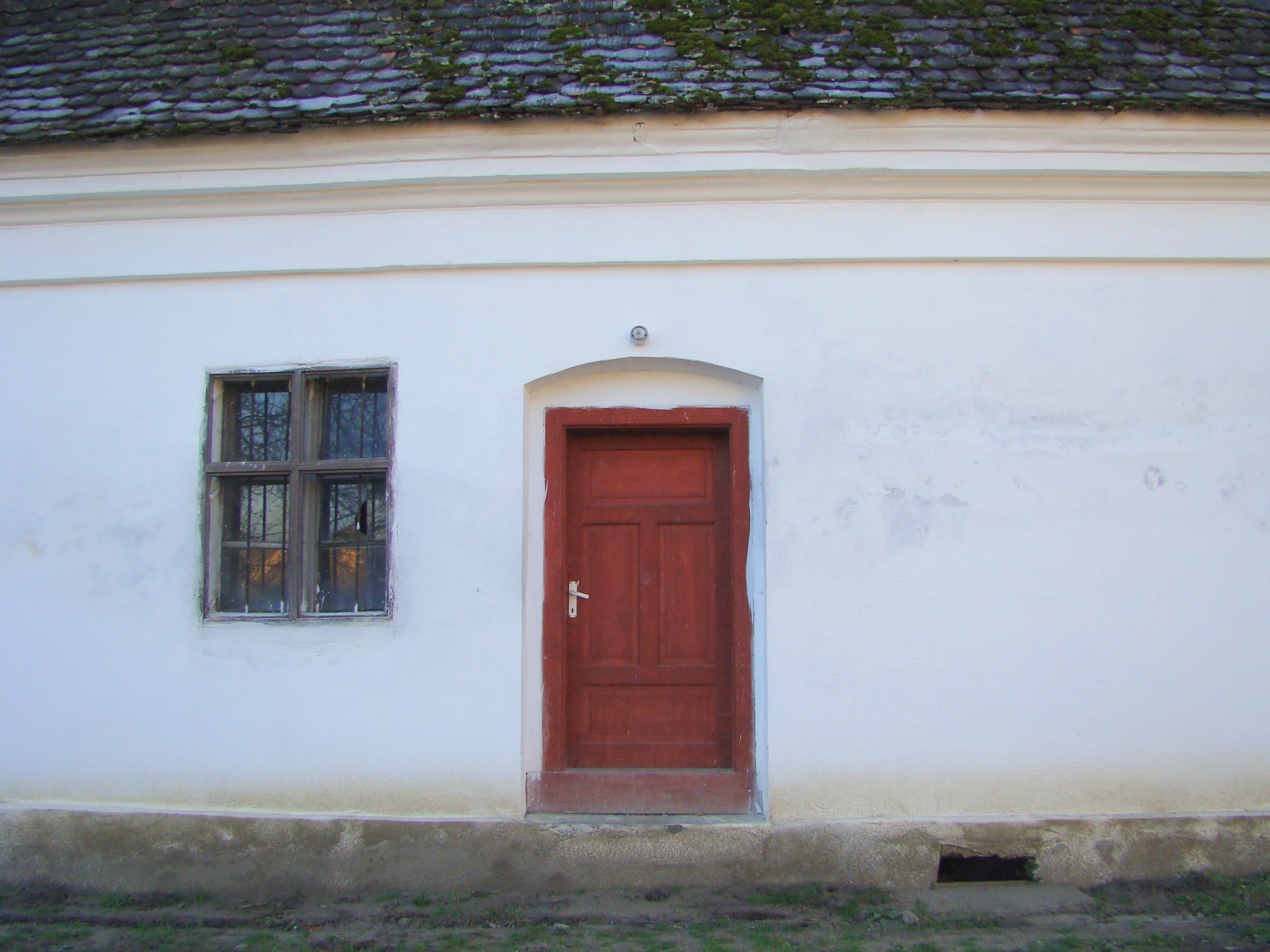
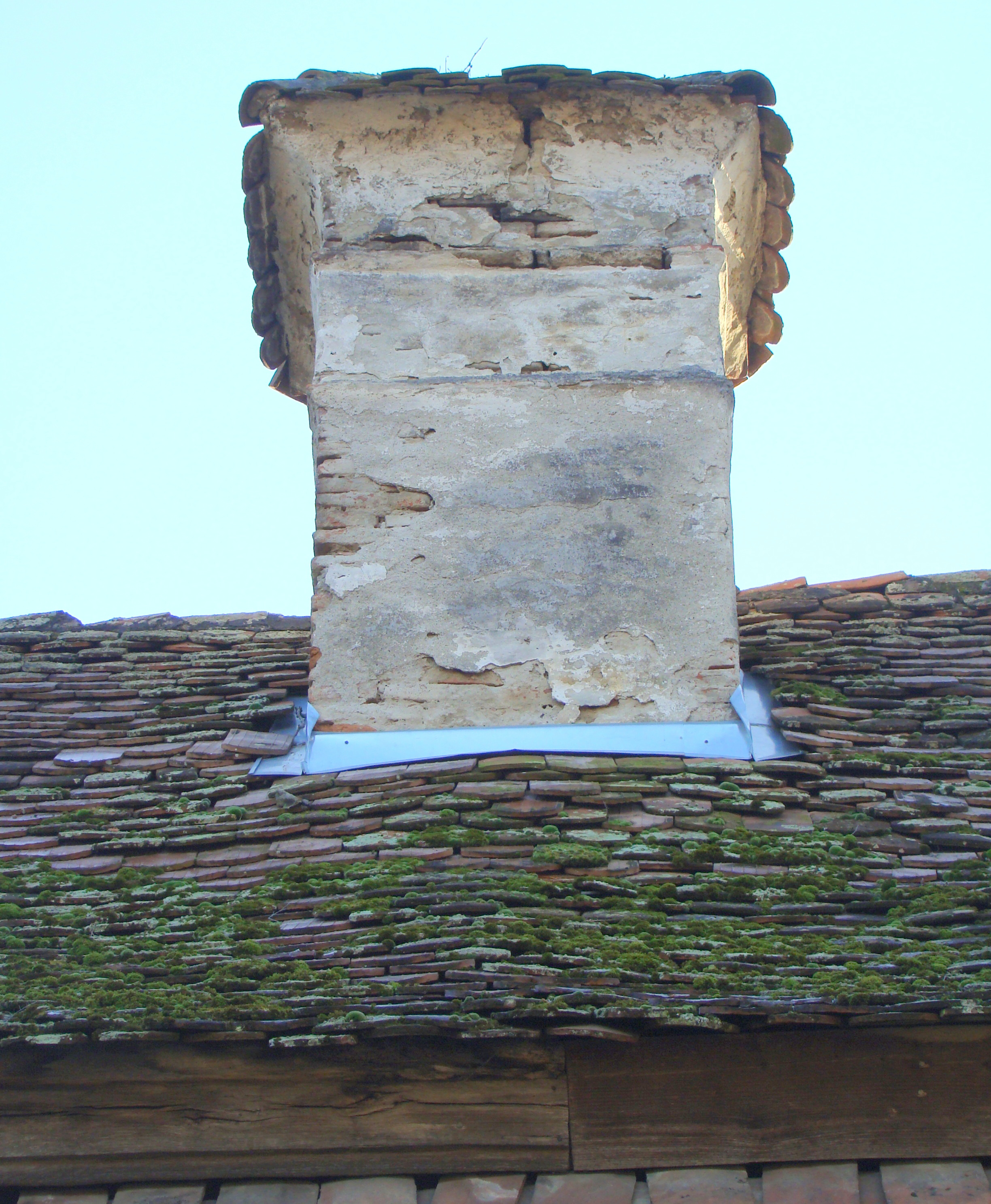
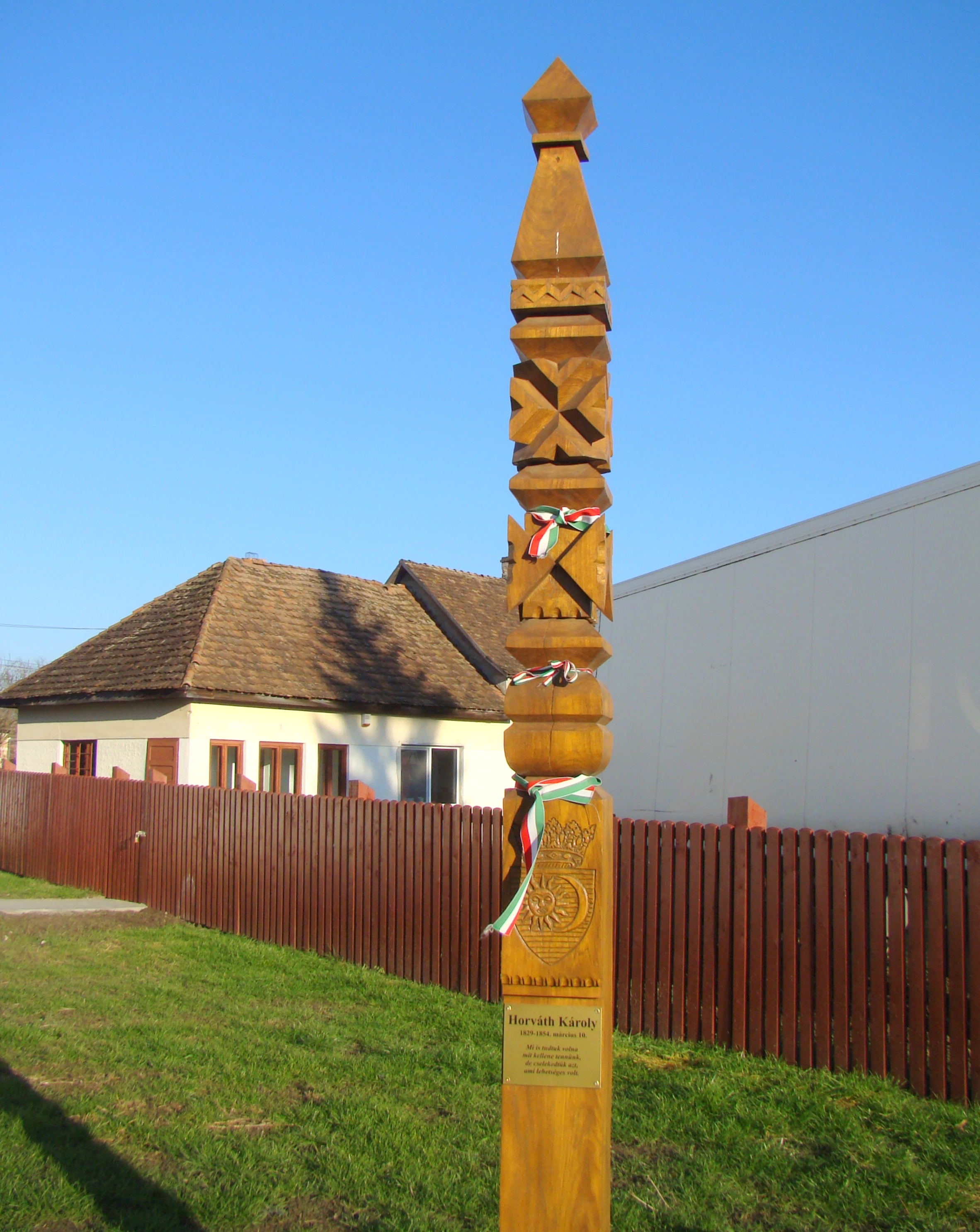